# سیارک ۶۱۶۷
سیارک ۶۱۶۷ (به انگلیسی: 6167 Narmanskij، نامگذاری:1979QB10) شش هزار و صد و شصت و هفتمین سیارک کشف شده‌است که در ۲۷ اوت ۱۹۷۹ کشف شد.
قدر مطلق سیارک برابر ۱۴٫۰۰ است.